# Luis Montt Montt
Luis Montt Montt (18 de abril de 1848-25 de noviembre de 1909) fue un abogado, escritor e historiador y político chileno.

## Primeros años de vida
Hijo del presidente de la República Manuel Montt Torres y Rosario Montt Goyenechea. Sus primeros estudios los hizo en la casa de sus padres. Luego pasó al Instituto Nacional y completó su educación en la Facultad de Leyes de la Universidad de Chile, obteniendo el título de abogado el 16 de septiembre de 1880.
Desde joven tenía una gran afición por la literatura y las letras en general. En 1872 publicó un ensayo sobre la vida y escritos de Camilo Henríquez. En 1878 colaboró en la "Revista Chilena", con un estudio biográfico acerca de Juan María Gutiérrez. Trabajó también, entre otras, en Chile y Nueva. 

### Matrimonio e hijos
Contrajo matrimonio con Clotilde Larenas y Pradel, sin descendencia. Posteriormente contrae nuevamente nupcias con Emilia Lehuedé Montfort, de la cual tuvo tres hijos: Rosario, Manuel y Luís.

## Vida política
Ingresó al partido Nacional y presentó su candidatura a diputado. Fue diputado suplente por Lautaro, período 1876 a 1879; prestó juramento el 27 de julio de 1876. 
Esta es la única vez que ingresa a la Cámara con poderes populares, pues más tarde reserva sus energías para apoyar a su hermano, el futuro presidente de la República Pedro Montt Montt. Con ello creía cumplir con el mandato familiar de servir a la Patria. Su última militancia política fue en el Partido Nacional. Y el último período: 1876 - 1879, como diputado suplente.

## Vida literaria
En 1880 fue profesor de literatura en el Instituto Nacional. En 1878 dio a luz un tomo de la Colección de Historiadores de Chile. En 1882 publicó una colección de poesías. En 1884 dio a luz una bibliografía de las obras chilenas de Sarmiento; en 1888, un homenaje al mismo. Siguiendo con su veta literaria, hizo una biografía de Vicente Pérez Rosales. En 1904 publicó el tomo II de la Bibliografía chilena, que comprende desde 1812 a 1817. El tomo I se destruyó en un incendio.
En 1905 inició la publicación de una colección histórica que tituló "Discursos, papeles de gobierno y correspondencia de D. Manuel Montt". Esta es una obra de paciencia y cariño filial. En 1905 publicó los Discursos, Papeles de Gobierno y Correspondencia de Manuel Montt y solo logró sacar de prensas el segundo tomo de los Discursos, ya que el primero sólo salió a la venta en 1892 gracias a la dedicación de su hijo Manuel. Su tomo de Correspondencia aún está inédito ya que falleció cuando se debía llevar a prensa y en 1955 cuando su hijo ya lo tenía impreso, se quemó la imprenta salvándose sólo un ejemplar. 
En el año 1886 asumió la dirección de la Biblioteca Nacional, hasta su muerte. Esta etapa marcó un gran adelanto en la institución. Modernizó el servicio, mejoró los depósitos y se ocupó de crear la Sección Manuscritos de la Biblioteca, que con el tiempo fue el actual Archivo Nacional. Adquirió nuevas colecciones de antigüedades. 
En 1887 inició la Colección de Historiadores de Chile, notable obra donde están publicadas todas las obras de la época colonial acerca de Chile; en esta iniciativa colaboraron Amunátegui, Diego Barros Arana y José Toribio Medina. También comenzó a publicar las Actas del Cabildo de Santiago. 
Se dedicó a ordenar y coleccionar los papeles heredados de su padre con los que formó un notable archivo, hoy, en manos de descendientes, ya que los quiso publicar pero no tuvo éxito en ello.

## Obras publicadas
- Bibliografía de las obras chilenas de Sarmiento.
- Bibliografía Chilena, 1904.
- Exposición que el director de la Biblioteca Nacional Sr. Luis Monnt, dirige al señor ministro de Instrucción Pública sobre la compra de unos manuscritos que adquirió para el establecimiento de su cargo, del senador Ramón Ricardo Rozas: Santiago, 18 de enero de 1904.-- EN: Boletín de la Biblioteca Nacional. (Santiago, Chile). No.28/29 (ene./febr.1904).
- Primeros Cronistas de Chile.
- "Recuerdos de familia" / Luis Montt Montt.- Santiago, Chile: Imprenta Universitaria, 1943.-- 777p.
- El vasauro de Pedro de Oña.

## Obras sobre él
- Juicios sobre la Bibliografía chilena: Carta del director de la Biblioteca del Instituto Nacional [a don Luis Montt], Santiago 29 de agosto de 1904.
- Juicios sobre la Bibliografía chilena: de El Heraldo de Valparaíso. Santiago 31 de mayo de 1905.
- Luis Montt Montt.-- EN: La historiografía chilena : 1842-1970 / Cristián Gazmuri R.-- Santiago, Chile: Taurus, 2006.-- p.244; 258.